# 죽연사
죽연사는 대한민국 전라남도 구례군 문척면에 있다. 2003년 5월 22일 구례군의 향토문화유산 제2호로 지정되었다.

## 개요
고효시(1429-1501)와 그의 손자인 고원후(1609-1684)를 배향하기 위하여 그 후손들이 1797년 (정조 21)에 건립하였다. 1802년에는 구례현감을 역임한 안처순이 추배되었으며 1811년(순조11)에는 효행으로 널리 알려진 정태서(1609-1685)가 추배되었는데 안처순의 위패는 남원영천서원으로, 정태서의 위패는 봉서리 동산마을로 각각 이안되었다. 고효시는 효성이 지극하고학문연구와 후진 양성에 많은 업적을 남겼으며 유집으로 문산집 1책이 있다. 고원후, 안처순,정태서도 투철한 충효사상과 학문에 조예가 깊어 만인의 추앙을 받아온 분들이다. 현재 사당은 정면 3칸 측면1칸의 맞배지붕이고 강당인 백원당은 정면4칸 측면 2칸의 팔작지붕이며 내외삼문이 갖추어져 있다.